# クラウディオ・ロベルト・ソウザ
クラウディオ・ロベルト・ソウザ（Cláudio Roberto Souza, 1973年10月14日 - ）は、ブラジル・テレジーナ出身で短距離走が専門の陸上競技選手。200mの自己ベストはブラジル歴代5位の20秒24。2000年シドニーオリンピック男子4×100mリレーの銀メダリストである。

## 経歴
2000年9月、シドニーオリンピックに出場。男子4×100mリレーの予選でブラジルチーム（ビセンチ・デ・リマ、エジソン・リベイロ、アンドレ・ダ・シルバ、ロベルト・ソウザ）のアンカーを務め、38秒32をマークしての準決勝進出に貢献した。準決勝も突破したブラジルチームは決勝で2位に入り、予選だけに出場したロベルト・ソウザも銀メダルを獲得した。
2003年8月、パリ世界選手権に出場。男子4×100mリレーでは決勝でブラジルチーム（ビセンチ・デ・リマ、エジソン・リベイロ、アンドレ・ダ・シルバ、ロベルト・ソウザ）のアンカーを務めると、アメリカ（38秒06）、イギリス（38秒08）に次ぐ38秒26の3位に入り、この種目でブラジル勢初のメダルとなる銅メダルを獲得した。その後イギリスチームのメダルが剥奪され（ドウェイン・チェンバースのドーピング処分）、順位が繰り上がり銀メダル獲得となった。

## 自己ベスト
記録欄の（　）内の数字は風速（m/s）で、+は追い風、-は向かい風を意味する。
| 種目 | 記録           | 年月日        | 場所         | 備考                     |
| 屋外 | 屋外           | 屋外          | 屋外         | 屋外                     |
| ---- | -------------- | ------------- | ------------ | ------------------------ |
| 100m | 10秒19 (+1.3)  | 2002年4月13日 | サンパウロ   |                          |
| 200m | 20秒24A (-0.1) | 2003年5月11日 | コチャバンバ | ブラジル歴代5位 高地記録 |
| 室内 |                |               |              |                          |
| 60m  | 6秒64          | 2004年2月1日  | モスクワ     |                          |
| 200m | 21秒27         | 2004年2月22日 | ペアニア     |                          |

## 主要大会成績
| 年   | 大会                        | 場所           | 種目    | 結果    | 記録          | 備考                          |
| ---- | --------------------------- | -------------- | ------- | ------- | ------------- | ----------------------------- |
| 1992 | 世界ジュニア選手権          | ソウル         | 100m    | 予選    | DNS           |                               |
| 2000 | オリンピック                | シドニー       | 100m    | 2次予選 | 10秒47 (+0.2) |                               |
| 2000 | オリンピック                | シドニー       | 4x100mR | 予選    | 38秒32 (4走)  | 準決勝進出                    |
| 2001 | 南アメリカ選手権 (en)       | マナウス       | 100m    | 2位     | 10秒37        |                               |
| 2001 | 南アメリカ選手権 (en)       | マナウス       | 4x100mR | 優勝    | 38秒67 (2走)  |                               |
| 2001 | 世界選手権                  | エドモントン   | 100m    | 2次予選 | 10秒26        |                               |
| 2001 | 世界選手権                  | エドモントン   | 4x100mR | 決勝    | DNF (1走)     |                               |
| 2003 | 南アメリカ選手権 (en)       | バルキシメト   | 4x100mR | 優勝    | 38秒96 (3走)  |                               |
| 2003 | パンアメリカン競技大会 (en) | サントドミンゴ | 4x100mR | 予選    | 39秒10 (3走)  | 決勝進出                      |
| 2003 | 世界選手権                  | パリ           | 200m    | 2次予選 | 20秒82 (+0.6) |                               |
| 2003 | 世界選手権                  | パリ           | 4x100mR | 2位     | 38秒26 (4走)  | 大会後に3位から順位繰り上がり |
| 2004 | 世界室内選手権              | ブダペスト     | 60m     | 準決勝  | 6秒67         |                               |
| 2004 | 世界室内選手権              | ブダペスト     | 200m    | 予選    | 21秒39        |                               |
| 2004 | イベロアメリカ選手権 (en)   | ウエルバ       | 4x100mR | 優勝    | 38秒62 (1走)  |                               |
| 2004 | オリンピック                | アテネ         | 200m    | 2次予選 | 20秒64 (+0.1) |                               |
| 2004 | オリンピック                | アテネ         | 4x100mR | 8位     | 38秒67 (1走)  |                               |
| 2005 | 世界選手権                  | ヘルシンキ     | 100m    | 1次予選 | 10秒55 (-1.4) |                               |
| 2005 | 世界選手権                  | ヘルシンキ     | 4x100mR | 予選    | 38秒92 (1走)  |                               |